# Femmes... et Femmes
Femmes... et Femmes (español: Mujeres... y mujeres) es una película marroquí de comedia dramática de 1999 dirigida por Saâd Chraïbi. La película inauguró una trilogía dedicada a la condición de las mujeres marroquíes y trató los temas de la violencia doméstica y la desigualdad de género. En su momento, la película batió todos los récords de la taquilla marroquí, vendiendo 72.138 entradas en su primera semana. La película ganaría tres premios en el 5º Festival Nacional de Cine de Casablanca.

## Sinopsis
Zakia, Leila, Keltoum y Ghita, cuatro mujeres de la ciudad, se reúnen tras años de separación. La película sigue sus destinos cruzados mientras luchan por recuperar su estatus y su lugar en la sociedad.

## Reparto
- Mouna Fettou
- Fatema Khair
- Touria Alaoui
- Salima Benmoumen
- Hamid Basket
- Touria Jabrane